# D. João de Portugal (Lupi)
D. João de Portugal é uma pintura a óleo sobre tela do artista português do período do Romantismo Miguel Ângelo Lupi (1826-1883) e que está atualmente no Museu do Chiado, em Lisboa.
A pintura D. João de Portugal foi a primeira que Lupi pintou em Roma, quando lá se encontrava em formação, e tem por assunto a cena XIV e final do 2.º acto do drama Frei Luís de Sousa, de Almeida Garrett. Com esta obra, Lupi revelou-se um grande pintor histórico, segundo Pinheiro Chagas, "um homem fadado para arrancar da sombra da história as figuras que no seu primeiro plano se agitam e fazê-las reviver na tela".

## Descrição
Num salão com pouca luz, o Romeiro de Garret, com grandes barbas, de capa com uma cruz ao peito, e segurando um chapéu, com o braço direito aponta na parede o retrato de D. João de Portugal (o seu próprio retrato) à sua ex-mulher D. Madalena de Vilhena que ainda não o reconheceu. Esta, sentada à direita, e trajando à maneira seiscentista, com a mão no queixo olha intrigada para essa personagem solene, no centro da composição. À esquerda, de costas, Frei Jorge olha atónito para o retrato escurecido na parede.
Para Pinheiro Chagas, a sala onde se desenrola a cena tem pouca perspectiva, o mesmo se verificando com a galeria de quadros colocados pela parede fora. As duas figuras principais atropelam-se um pouco, sendo o colorido fraco. Mas enaltece a fisionomia de D. Madalena de Vilhena, notando-se o terror no seu rosto angustiado, ao aperceber-se que uma catástrofe súbita fulminou a sua tranquilidade. Apreciando menos a fisionomia do Romeiro, com uma expressão mais vaga, não se adivinhando no seu rosto as paixões e os sentimentos que o agitam. Mas, apesar dos defeitos que se possam notar, o quadro revelava desde logo uma tendência notável para pintar a figura humana, sobretudo uma predilecção especial pelos rostos femininos, que sabia pintar com inexcedível delicadeza.
Segundo indicação do catálogo de exposição de Miguel Ângelo Lupi, de 1883, “parece que para a cabeça de D. João de Portugal e outras cabeças serviu de modelo o Conde de Cabral, miguelista expatriado”. A obra foi integrada no MNAC em 1912.

## Apreciação

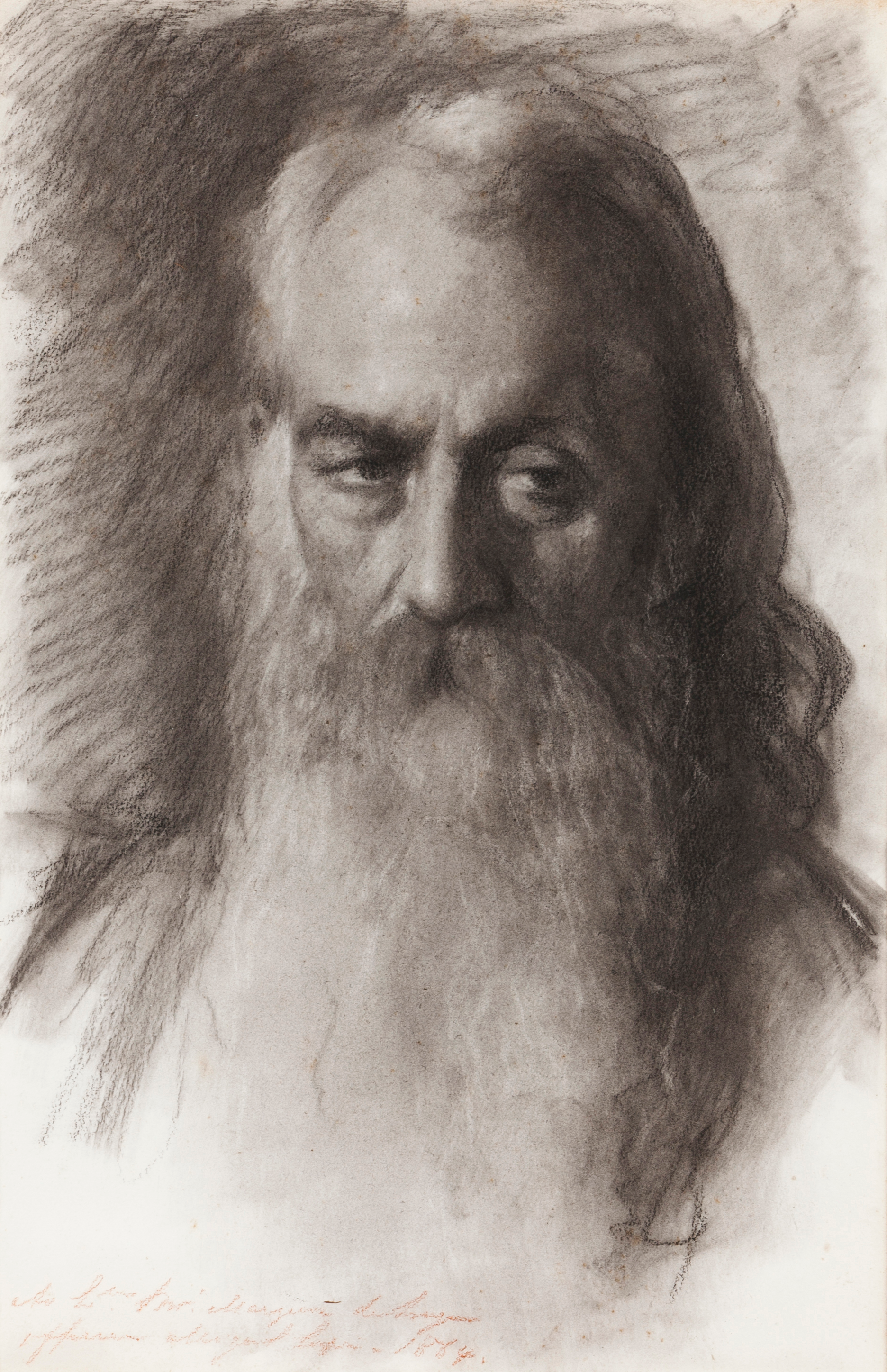
Estudo para a cabeça de D. João de Portugal, dedicada ao Marquês de Sousa

Segundo Pedro Lapa, a tela que foi pintada em Roma como prova da formação financiada pelo Estado, e apresentada à Academia de Belas-Artes de Lisboa para candidatura a Académico de Mérito, é um exemplo de pintura de História que Lupi praticou em Itália e a que, ao longo da sua carreira, regressou com empenho mas reduzido brilho.
Prossegue Pedro Lapa, referindo que a monotonia do colorido ou o seguidismo dos cânones académicos limitam-se a ilustrar a cena. O rosto de D. João, bem com o de D. Madalena, apresenta um tratamento luminoso pré-naturalista, aspecto estranho à pintura de história e que subtilmente anuncia a sua impossibilidade numa era moderna. O panejamento assume um simplismo pouco criativo o que diminui a valia geral da obra. Apenas o braço erguido de D. João, no acto de apontar para o passado, respeitando uma gramática neo-clássica, revela algum dramatismo, quedando-se as outras figuras por um patético espanto de cariz naturalista, como é a mão na cara com a boca entreaberta de D. Madalena.
Já na Martriznet se refere que esta pintura de história, em tamanho natural, revela debilidades a nível de composição, mascaradas por um tenebrismo fácil e pela luz artificial, mas é significativa na medida em que, além de ser exemplo único de uma "grande manière" que urgia importar, permite verificar que o dramatismo da obra deve muito à expressão das cabeças do Romeiro e de sua mulher, o que apontaria o caminho a trilhar como retratista por Miguel Lupi.

### Ligação externa
- Página oficial do Museu do Chiado